# Silogismo de Chuquisaca

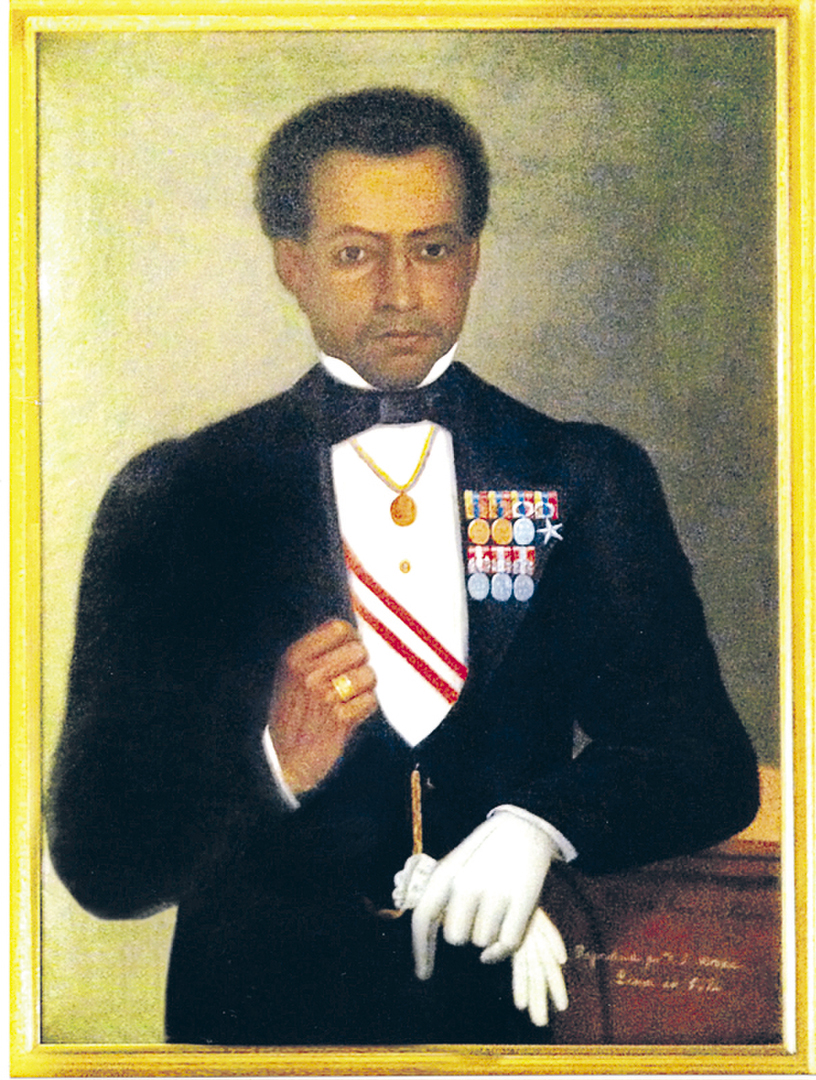
Bernardo de Monteagudo.

El silogismo de Chuquisaca, silogismo de Charcas o silogismo altoperuano fue una proclamación realizada por Bernardo de Monteagudo en la ciudad boliviana de Chuquisaca (actual Sucre), cuando ésta formaba parte de los dominios del Alto Perú del Virreinato del Río de la Plata. Tras conocerse el 23 de septiembre de 1808 la destitución del rey español Fernando VII por el imperio napoleónico, comenzó un debate en la universidad y los círculos intelectuales sobre la legitimidad del gobierno virreinal. Fue en este contexto que Monteagudo realizó la proclama:

¿Debe seguirse la suerte de España o resistir en América? Las Indias son un dominio personal del rey de España; el rey está impedido de reinar; luego las Indias deben gobernarse a sí mismas.

Dicha proclamación encendió los ánimos revolucionarios en Chuquisaca y La Paz, llevando a la Revolución de Chuquisaca y la formación de la Junta Tuitiva en La Paz. Dichos movimientos independentistas fueron detenidos por el virrey Baltasar Hidalgo de Cisneros y sus autores fueron sentenciados a muerte; pero dichas ejecuciones precipitaron a su vez la Revolución de Mayo en la ciudad de Buenos Aires (hoy Argentina), con la cual se expulsó a la autoridad virreinal.